# Коле Квартарано (Фрозиноне)
Коле Квартарано је насеље у Италији у округу Фрозиноне, региону Лацио.
Према процени из 2011. у насељу је живело 19 становника. Насеље се налази на надморској висини од 184 м.